# ققنوس و قالیچه
«ققنوس و قالیچه» (انگلیسی: The Phoenix and the Carpet) عنوان کتابی است در قالب خیال‌پردازی از مجموعهٔ سه‌گانهٔ سامید اثر ادیت نسبیت نویسنده ادبیات انگلیسی.